# Agrilus nubeculosus
Agrilus nubeculosus es una especie de insecto del género Agrilus, familia Buprestidae, orden Coleoptera.
Fue descrita científicamente por Fairmaire, en 1890.